# Борза
Борза (рум. Borza) — село у повіті Селаж в Румунії. Входить до складу комуни Кряка.
Село розташоване на відстані 378 км на північний захід від Бухареста, 17 км на схід від Залеу, 55 км на північний захід від Клуж-Напоки.

## Населення
За даними перепису населення 2002 року у селі проживала 221 особа, усі — румуни. Усі жителі села рідною мовою назвали румунську.